# Live... Gathered in Their Masses
Live... Gathered in Their Masses — сьомий концертний альбом англійської рок-групи Black Sabbath. Випущений 26 листопада 2013 року. Записано 29 квітня — 1 травня 2013 в Мельбурні у спортивному комплексі Rod Laver Arena.

## Композиції
1. War Pigs — 8:33
2. Into the Void — 6:46
3. Loner — 5:58
4. Snowblind — 7:14
5. Black Sabbath — 7:44
6. Behind the Wall of Sleep — 3:32
7. N.I.B. — 6:19
8. Methademic — 5:21
9. Fairies Wear Boots — 6:34
10. Symptom of the Universe (instrumental) / Drum Solo — 7:52
11. Iron Man — 7:41
12. End of the Beginning — 8:36
13. Children of the Grave — 6:29
14. God Is Dead? — 8:52
15. Sabbath Bloody Sabbath (Intro) / Paranoid — 7:02

## Склад
- Гізер Батлер — бас
- Тоні Айоммі — гітара
- Оззі Осборн — вокал
- Томмі Клуфетос — ударні